# Jan Topinka (chemik)
Jan Topinka (* 8. srpna 1955 Praha) je vedoucí vědecký pracovník Ústavu experimentální medicíny AV ČR, kde řídí Laboratoř genetické toxikologie. V roce 1979 vystudoval VŠCHT a FJFI v Praze a v roce získal doktorát z chemických věd a v roce 1992 nastupuje do ÚEM AV. V letech 1998 – 2004 pracuje jako vědecký pracovník v GSF –Forschungzentrum für Umwelt und Gesundheit, Institut für Toxikologie v Neuherberg, a od roku 2007 je vedoucím Laboratoře genetické toxikologie. Pracuje od roku 2008 také pro Ústav životního prostředí Přírodovědecké fakulty 